# Boslathyrus
De boslathyrus (Lathyrus sylvestris) is een vaste klimplant die behoort tot de vlinderbloemenfamilie (Leguminosae). De plant komt van nature voor in Eurazië. In Nederland is de plant zeldzaam en komt nog het meeste voor in Zuid-Limburg.
De plant wordt 100-200 cm hoog en heeft houtige, gevleugelde stengels. De vleugels zijn 1,5-4 mm breed. De houtige uitlopers kunnen tot 15 m lang worden. De samengestelde bladeren hebben en gevleugelde steel. Deze vleugels zijn 0,5-1,5 mm lang en 2-4 mm breed. Aan een blad zit één paar, lancetvormige tot lijnvormige blaadjes, die 5-14 cm lang en 5-15 mm breed zijn. De geoorde steunblaadjes zijn smal halfspiesvormig en 1-2 cm lang en 0,5-2,5 mm breed.
De boslathyrus bloeit van juni tot augustus met 13-20 mm grote bloemen. De vlag van de bloem is aan de binnenkant roze en aan de buitenkant groenachtig. De zwaarden van de bloem zijn roodpaars. De bloeiwijze is een tros met drie tot zes bloemen en korte schutbladen.
De vrucht is een 5-7 cm lange en 8-13 mm brede, ruwe peul met zes tot veertien zaden. De rijpe peul is leerbruin. De bruin- tot roodachtige zaden zijn -5,5 mm groot en vaak wat hoekig.

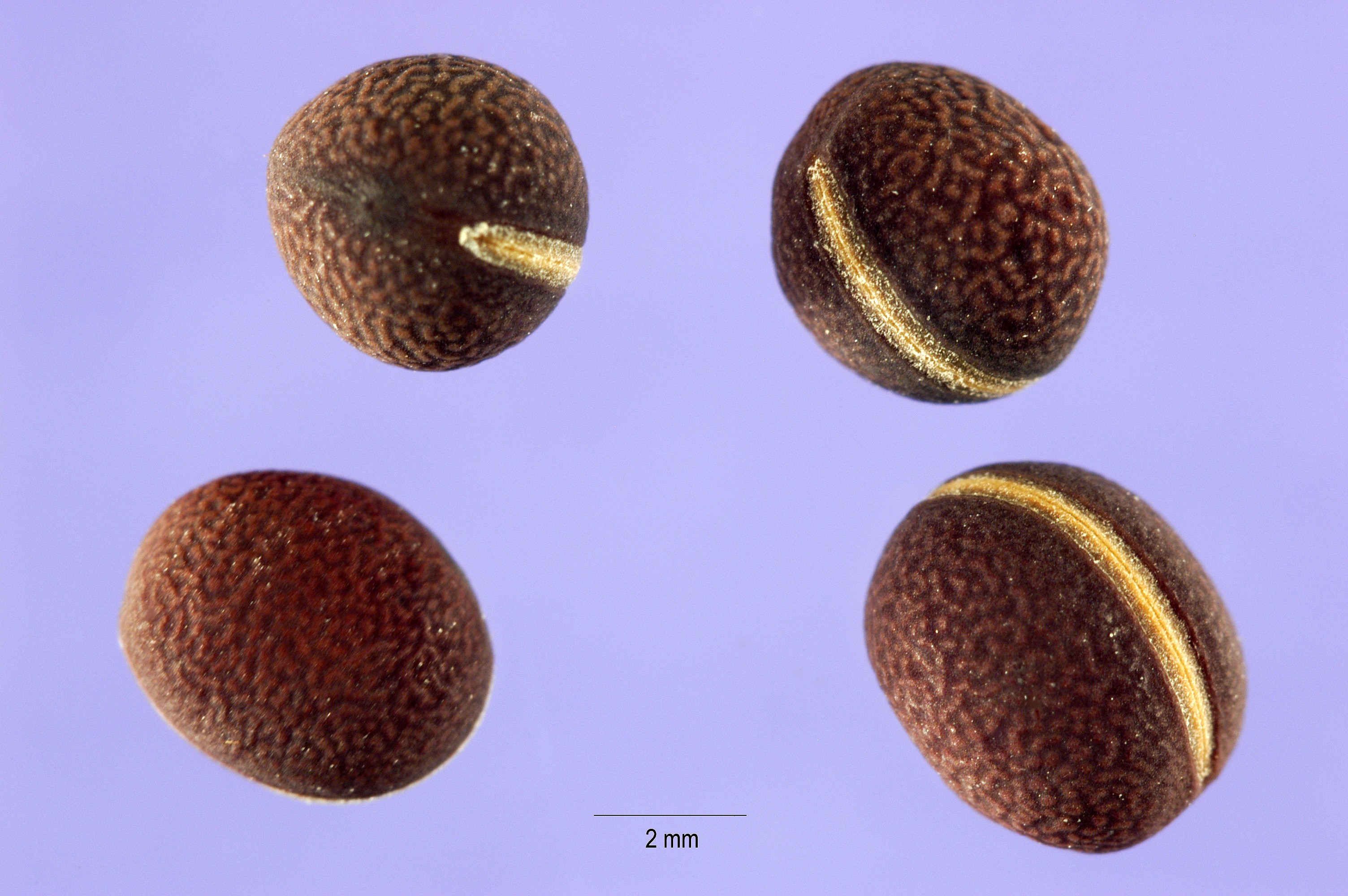
Zaden

De plant komt voor bij bosranden en op hellingen op vochtige, kalkrijke grond.

## Namen in andere talen
- Duits: Wilde Platterbse
- Engels: Flat Pea, Narrow-leaved Everlasting-pea
- Frans: Gesse des bois